# Brás Esteves Leme
Brás Esteves Leme (Guaratinguetá, c. 1590 — 1636) foi um bandeirante paulista. Era filho de Pedro Leme (* 1590) e Helena do Prado (* 1594), e foi casado com Margarida Bicudo de Brito.
Realizou desde 1615 expedições nas Minas Gerais em busca de esmeraldas, tendo aberto diversas lavras e recebido títulos por seus achados. Em sua memória foi batizada a Avenida Brás Leme, na zona norte de São Paulo.